# 小行星24027
小行星24027（24027 Downs）是一颗绕太阳运转的小行星，为主小行星带小行星。该小行星于1999年9月发现。

## 轨道参数
小行星24027的轨道半长轴为366 143 681 km（2.4474845 UA），离心率为0.157。